# Устав об управлении инородцев
Уста́в «Об управле́нии иноро́дцев» (1822) — законодательный акт Российской империи, наряду с «Уставом о сибирских киргизах» определивший систему управления коренными народами Сибири (инородцы). Большинство его положений действовало вплоть до Февральской революции 1917 года.
Устав был составлен М. М. Сперанским после его экспедиции для изучения состояния Сибири с помощью Г. С. Батенькова. Устав разделял инородцев в рамках права Российской империи на «оседлых», «кочевых» и «бродячих» и согласно этому разделению определял их административный и правовой статус. Разделение «кочевых» и «бродячих» этнических групп — правовое положение, которое отсутствует, например, в английском языке, где применяется одно слово для «кочевой» и «бродячий» — англ. nomadic, с явной негативной коннотацией.
Оседлые инородцы в правовом отношении приравнивались к русским тяглым сословиям — мещанам и государственным крестьянам.
Бродячие инородцы (ненцы, коряки, юкагиры и другие охотничьи народы Северной Сибири) получали самоуправление, которое реализовывали представители традиционной родоплеменной верхушки — «князцы» и старосты.
Кочевые инородцы (буряты, якуты, эвенки, хакасы и др.) делились на улусы и стойбища, каждый из которых получал родовое правление, состоявшее из старосты (улусного головы) и 1—2 помощников, выбиравшихся на 3 года от населения и утверждаемых губернатором. Несколько улусов и стойбищ подчинялись инородной (или инородческой) управе — административному и финансово-хозяйственному учреждению. Управа выполняла распоряжения окружного начальника, судебные приговоры, проводила распределение ясака и других налогов и сборов. Несколько управ объединялись в степные думы.
Распоряжения управы контролировались русским чиновником-начальником округа. «Устав» закреплял за коренными народами Сибири находившиеся в их пользовании земли, определял порядок и размеры взимания ясака, регулировал торговлю с русскими, распространял на аборигенов уголовное законодательство страны, позволял открывать свои школы и училища, отдавать детей в русские школы. «Устав» декларировал полную веротерпимость.
Созданные в соответствии с «Уставом» родовые управления и инородческие управы просуществовали до начала XX века.